# سيدي مسعود
سِيدِي مَسْعُود قرية تقع بمعتمدية السبيخة بولاية القيروان من الوسط التونسي، وهي مركز عمادة. ترقيمها البريدي هو 3195.
1. ↑  "المناطق الترابية (العمادات) حسب الولايات والمعتمديات". اطلع عليه بتاريخ 2024-11-30.